# Коршиков Анатолій Миколайович
Анатолій Миколайович Коршиков (нар. 20 серпня 1951, Ворошиловград) — український радянський футболіст, нападником. По завершенні кар'єри — український футбольний тренер.

## Футбольна кар'єра

### Клубна кар'єра
Вихованець футбольної школи клубу «Трудові резерви». 1969 року розпочав футбольну кар'єру у цій команді, які з 1964 року носила назву «Зоря», але через високу конкуренцію не зміг пробитися до основного складу, тому грав лише у складі резервної команди.
У 1973—1973 роках виступав у клубах Другої ліги «Хімік» (Сєвєродонецьк) та «Шахтар» (Караганда), а потім провів сезон у Першій лізі за «Кузбас» (Кемерово).
1976 року Анатолій повернувся у «Зорю», але і цього разу пробитись до першої команди не зумів і надалі грав за клуби Другої ліги «Геолог» (Тюмень), «Хорезм» (Ургенч) та «Хіва».
У 1980 році він повернувся до України, де до 1991 року грав за аматорську команду «Сокіл» (Ровенки), після чого завершив ігрову кар'єру.

### Збірна
Виступав у складі юніорської збірної СРСР .

## Тренерська кар'єра
Ще будучи футболістом, у 1991 році став головним тренером «Соколу» (Ровенки).
З 1992 по 2000 рік він працював у тренерському штабі рідної «Зорі», а з 5 березня по 21 квітня та з 15 жовтня по 5 листопада 1995 року був в.о. голового тренера «Зорі».
З 1996 року працював з перервами у футбольній школі «Зорі».